# Regiunea Pitești

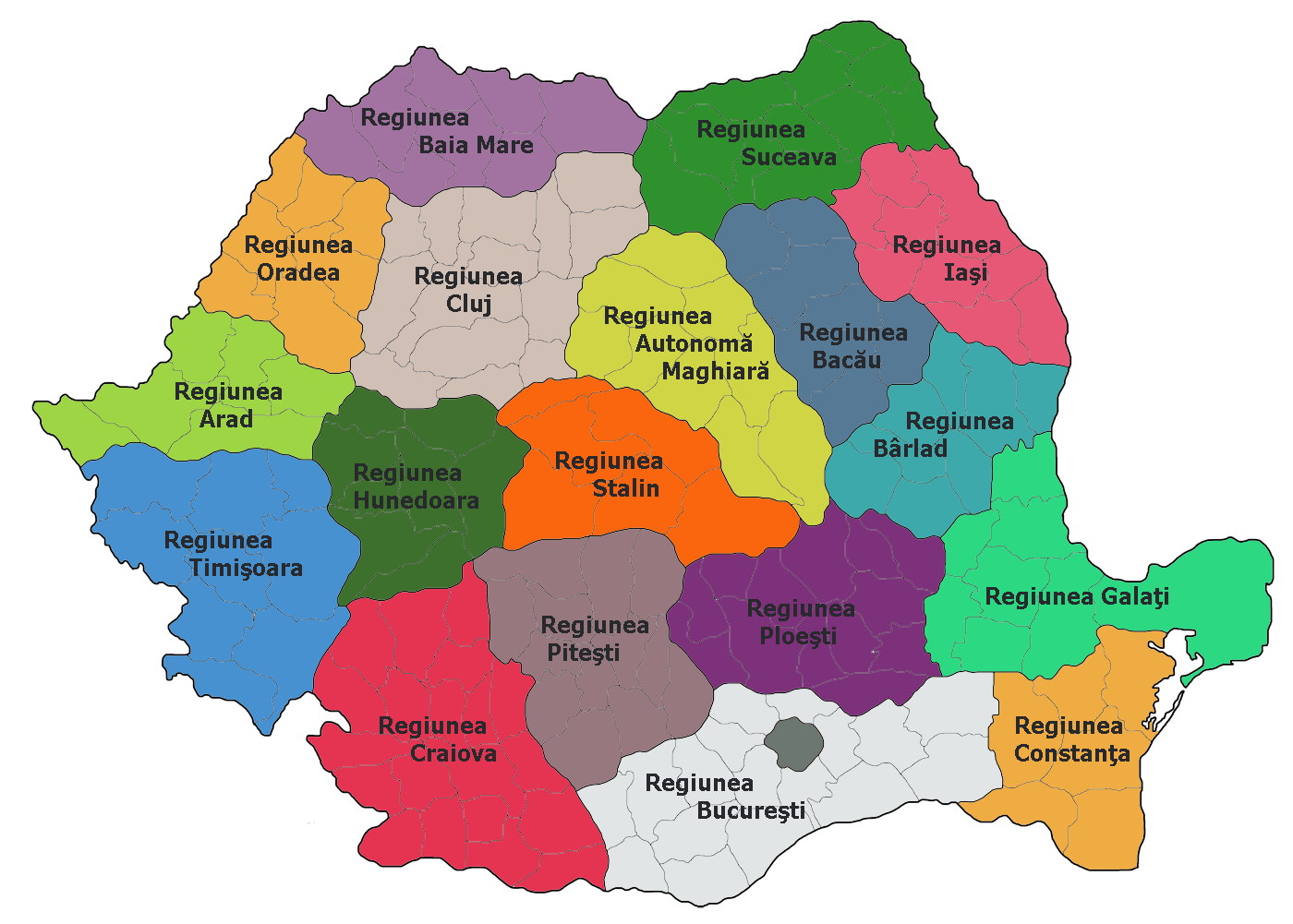
Regiunea Piteşti în cadrul împărţirii administrative a României (1953)

Regiunea Pitești a fost o diviziune administrativ-teritorială situată în zona de centru-sud a Republicii Populare Române, înființată în anul 1952 (când a fost desființată regiunea Argeș) și care a existat până în anul 1956, când a fost reorganizată și redenumită regiunea Argeș.

## Istoric
Reședința regiunii a fost la Pitești, iar teritoriul său cuprindea un teritoriu apropiat de cel al actualelor județe Argeș și Vâlcea. Cu prilejul reorganizării din 1956 numele regiunii Pitești a fost schimbat în cel de regiunea Argeș. 

## Vecinii regiunii Pitești
Regiunea Pitești se învecina:
- 1952-1956: la est cu regiunea Ploiești, la sud cu regiunea București, la vest cu regiunea Craiova, iar la nord cu regiunile Hunedoara și Stalin.

## Raioanele regiunii Pitești
Regiunea Pitești cuprindea următoarele raioane: Băbeni-Bistrița, Costești, Curtea de Argeș, Drăgănești-Olt, Drăgășani, Găești, Horezu, Muscel, Pitești, Potcoava, Râmnicu Vâlcea, Slatina, Topoloveni și Vedea.